# Maas, Syria
Maas (tiếng Ả Rập: ماعص) là một ngôi làng Syria thuộc huyện Qatana của tỉnh Rif Dimashq. Theo Cục Thống kê Trung ương Syria (CBS), Maas có dân số 719 người trong cuộc điều tra dân số năm 2004.